# Новознам'янка (станція)
Новознам'янка (до травня 2017 року — Краснознам'янка) — проміжна залізнична станція Одеської дирекції Одеської залізниці.
Розташована у селі Знам'янка Іванівського району Одеської області на лінії Мигаєве — Ротове між станціями Мигаєве (30 км) та роз'їздом Ротове (14 км).
Станцію було відкрито 1969 року, при відкритті руху на залізниці Мигаєве — Раухівка під назвою Краснознам'янка.
Зупинялися приміські поїзди Роздільна — Ротове, скасовані восени 2014 року.
Закрита у 2022 році.